# Armadillidium arcangelii
Armadillidium arcangelii är en kräftdjursart som beskrevs av Hans Strouhal 1929. Armadillidium arcangelii ingår i släktet Armadillidium och familjen klotgråsuggor. Utöver nominatformen finns också underarten A. a. scrivianum.